# Capraita saltatra
Capraita saltatra är en skalbaggsart som först beskrevs av Willis Blatchley 1923.  Capraita saltatra ingår i släktet Capraita och familjen bladbaggar. Inga underarter finns listade i Catalogue of Life.